# Scopula brunnescens
Scopula brunnescens är en fjärilsart som beskrevs av Louis Beethoven Prout 1938. Scopula brunnescens ingår i släktet Scopula och familjen mätare. Inga underarter finns listade.